# 빛 속으로
〈빛 속으로〉(일본어: 光の中へ 히카리노 나카에[*])는 일본의 TV 애니메이션 《봇치 더 록!》의 작중에 등장하는 밴드 '결속 밴드'의 두 번째 CD 싱글이다. 2023년 5월 22일에 디지털 발매를 선행개시하였고 같은 해 5월 24일에 애니플렉스에서 CD 발매되었다. 초회 특전으로서 백스테이지 패스풍 스티커를 봉입했다.

## 배경 및 출시
애니메이션 《봇치 더 록!》의 작중에 등장하는 밴드 '결속 밴드'의 앨범 《결속 밴드》 발매 후 첫 신곡으로서, 애니메이션 방송 종료 후에 행해진 이벤트 〈봇치 더 록! 입니다〉 내에서 발표되었다. 첫 공개는 2023년 5월 21일 '결속 밴드' 첫 원맨 라이브가 되는 '결속밴드 라이브 -항성-'에서 〈빛 속으로〉와 〈푸른 봄과 서쪽 하늘〉이 각각 가창·연주 라이브 직후에 유튜브에서 〈빛 속으로〉의 Lyric Video가 공개되었다. 다음날 5월 22일부터 선행 다운로드 전달이 개시되어, 5월 24일부터 CD 싱글이 발매되었다. 〈빛 속으로〉는 Billboard Japan에서 다운로드 송에서 1위를 획득했다.
〈빛 속으로〉 작사・작곡을 담당한 후지모리 겐키는 《봇치 더 록!》 애니메이션을 보고 주인공 고토 히토리에게 강한 공감을 기억하고 있었는데 이 기획의 오퍼를 받아 달려들었다고 한다. 작사에 대해서는 "학생인 고토 히토리가 가사를 쓰고 있다(라는 설정)", "결속 밴드의 시에서는 직접적인 것은 쓰지 않는다"는 것을 근거로 수식을 가사에 도입하기로 했다. 또한 라이브에서 최초 공개되는 곡인 것이 정해져 있었기 때문에 라이브를 소재로 해, 긍정적인 감정을 넣고 싶은 한편으로 "고토 히토리라면 어디까지 긍정이 될 수 있을까, 긍정이 되지 않을까"를 애니메이션 제작 측과도 상담·조정하면서 작사를 실시했다.
작곡에 대해서는, 결속 밴드의 곡의 많은 편곡을 담당하고 있는 미츠이 리츠오가 이번에도 편곡을 담당하는 것이 정해져 있었기 때문에, 어레인지를 미츠이에게 맡기는 형태로, 후지모리가 소속한 밴드인 SAKANAMON의 테이스트를 전면에 내세워 곡 만들기를 실시했다.

## 평가
롤링 스톤 일본판은, 〈빛 속으로〉에 대해서는 "SAKANAMON 직계의 질주감이 빛나는 매스록 근처의 에모", 〈푸른 봄과 서쪽의 하늘〉에 대해서는 "포스트 락/에모에 그대로 통하는 인트로에 대조적으로 노래가 들어가는 파트는 팝적인 전개로, 그래서 쌍방의 연결에는 전혀 위화감이 없다."라며, 어느 곡도 미츠이가 고집하고 있는 "시모키타자와 사운드"의 서랍을 새로 열면서, 결속 밴드 기존곡의 이미지를 계승하고 있다고 평가했다.

## 수록곡
전체 편곡: 미츠이 리츠오
| #  | 제목                                                                   | 작사          | 작곡          | 재생 시간 |
| -- | ---------------------------------------------------------------------- | ------------- | ------------- | --------- |
| 1. | 〈빛 속으로〉 (光の中へ)                                               | 후지모리 겐키 | 후지모리 겐키 | 4:18      |
| 2. | 〈푸른 봄과 서쪽 하늘〉 (青い春と西の空)                               | 히구치 아이   | 미나미다 켄고 | 4:13      |
| 3. | 〈빛 속으로 (Instrumental)〉 (光の中へ (Instrumental))                 |               |               | 4:18      |
| 4. | 〈푸른 봄과 서쪽 하늘 (Instrumental)〉 (青い春と西の空 (Instrumental)) |               |               | 4:13      |